# Edge of Darkness
Edge of Darkness (срп. Ивица таме) британска је телевизијска драмска серија у продукцији BBC Television у сарадњи са Lionheart Television International, првобитно емитована у шест епизода крајем 1985. у трајању од 55 минута. Мјешавина криминалистичке драме и политичког трилера, радња се врти око напора полицајца Роналда Крејвена (кога игра Боб Пек) да разоткрије истину о убиству његове ћерке Еме (коју игра Џоан Воли). Крајвенове истраге убрзо га воде у мутни свијет владиног и корпоративног заташкавања и нуклеарне шпијунаже, супротстављајући га тамним силама које пријете будућности Земље.
Сценариста Трој Кенеди Мартин био је под великим утицајем тадашње политичке климе, којом је доминирала влада Маргарет Тачер и аура тајности која окружује нуклеарну индустрију, као и импликацијама хипотезе Геје еколога Џејмса Лавлока; они су се комбиновали са његовим израђеним трилером који је помијешао бриге стварног свијета са митским и мистичним елементима. Првобитни завршетак Кенедија Мартина био је фантастичнији од оног оног који је на крају кориштен у готовој серији: он је предложио да се Крејвен претвори у дрво, али су ту замислио чланови глумачке екипе уложили вето.
Прво емитовање на BBC2, наишло је на тако широко распрострањено критичко признање да је за неколико дана поновљено на BBC1. Добитник је неколико престижних награда, и даље је изузетно цијењена, често навођена као једна од најбољих и најутицајнијих дијела британске телевизијске драме. Режисер серије, Мартин Кембел, снимио је римејк, објављен у јануару 2010, са Мелом Гибсоном у главном улици, а радњом смјештеном у Сједињене Америчке Државе.